# Afrodiastictus carinatus
Afrodiastictus carinatus är en skalbaggsart som beskrevs av Renaud Maurice Adrien Paulian 1954. Afrodiastictus carinatus ingår i släktet Afrodiastictus och familjen Aphodiidae. Inga underarter finns listade i Catalogue of Life.